# Rumex cristatus
Rumex cristatus é uma espécie de planta com flor pertencente à família Polygonaceae. 
A autoridade científica da espécie é DC., tendo sido publicada em Catalogus plantarum horti botanici monspeliensis 139. 1813.

## Portugal
Trata-se de uma espécie presente no território português, nomeadamente em Portugal Continental.
Em termos de naturalidade é introduzida na região atrás indicada.

## Protecção
ão se encontra protegida por legislação portuguesa ou da Comunidade Europeia.